# Scipio (poema)
(Ennio, frammento dallo Scipio)
Lo Scipio era un breve poema di Quinto Ennio, in cui l'autore elogiava le gesta di Scipione l'Africano, eroe della seconda guerra punica, di cui fu protetto.
Del poemetto ci sono giunti solo alcuni frammenti, per un totale di quattordici versi. La data di stesura ci è ignota: è forse di poco successiva alla battaglia di Zama, svoltasi nel 202 a.C., o alla morte di Scipione stesso (183 a.C.).
Probabilmente lo Scipio apparteneva alle Saturae, raccolta miscellanea riguardanti argomenti vari, dallo storico al filosofico.